# Cantonul Villenave-d'Ornon
Cantonul Villenave-d'Ornon este un canton din arondismentul Bordeaux, departamentul Gironde, regiunea Aquitania, Franța.